# Fidji-Tonga en rugby à XV
Cet article retrace les confrontations entre l'équipe des Fidji de rugby à XV et l'équipe des Tonga de rugby à XV. Les deux équipes se sont affrontées à 91 reprises depuis 1924.

## Les confrontations
Voici la liste des confrontations entre ces deux équipes :
| No | Date               | Lieu                                      | Match         | Score   | Compétition                           |
| -- | ------------------ | ----------------------------------------- | ------------- | ------- | ------------------------------------- |
| 1  | 15 août 1924       | Nuku'alofa Tonga                          | Tonga – Fidji | 9 – 6   | Test match                            |
| 2  | 16 août 1924       | Nuku'alofa Tonga                          | Tonga – Fidji | 3 – 14  | Test match                            |
| 3  | 15 septembre 1924  | Nuku'alofa Tonga                          | Tonga – Fidji | 0 – 0   | Test match                            |
| 4  | 14 août 1926       | Suva Fidji                                | Fidji – Tonga | 10 – 3  | Test match                            |
| 5  | 16 août 1926       | Suva Fidji                                | Fidji – Tonga | 8 – 13  | Test match                            |
| 6  | 18 août 1926       | Suva Fidji                                | Fidji – Tonga | 3 – 6   | Test match                            |
| 7  | 25 août 1928       | Nuku'alofa Tonga                          | Tonga – Fidji | 9 – 0   | Test match                            |
| 8  | 1er septembre 1928 | Nuku'alofa Tonga                          | Tonga – Fidji | 3 – 12  | Test match                            |
| 9  | 8 septembre 1928   | Nuku'alofa Tonga                          | Tonga – Fidji | 12 – 6  | Test match                            |
| 10 | 1er juin 1932      | Suva Fidji                                | Fidji – Tonga | 11 – 0  | Test match                            |
| 11 | 2 juin 1932        | Suva Fidji                                | Fidji – Tonga | 24 – 5  | Test match                            |
| 12 | 3 juin 1932        | Suva Fidji                                | Fidji – Tonga | 30 – 0  | Test match                            |
| 13 | 1er juin 1934      | Nuku'alofa Tonga                          | Tonga – Fidji | 6 – 16  | Test match                            |
| 14 | 2 juin 1934        | Nuku'alofa Tonga                          | Tonga – Fidji | 6 – 5   | Test match                            |
| 15 | 3 juin 1934        | Nuku'alofa Tonga                          | Tonga – Fidji | 8 – 30  | Test match                            |
| 16 | 26 juillet 1947    | Suva Fidji                                | Fidji – Tonga | 25 – 4  | Test match                            |
| 17 | 30 juillet 1947    | Suva Fidji                                | Fidji – Tonga | 19 – 9  | Test match                            |
| 18 | 2 août 1958        | Nuku'alofa Tonga                          | Tonga – Fidji | 14 – 17 | Test match                            |
| 19 | 9 août 1958        | Nuku'alofa Tonga                          | Tonga – Fidji | 16 – 11 | Test match                            |
| 20 | 15 août 1958       | Nuku'alofa Tonga                          | Tonga – Fidji | 10 – 11 | Test match                            |
| 21 | 26 septembre 1959  | Suva Fidji                                | Fidji – Tonga | 11 – 14 | Test match                            |
| 22 | 31 août 1963       | Suva Fidji                                | Fidji – Tonga | 8 – 5   | Test match                            |
| 23 | 7 septembre 1963   | Suva Fidji                                | Fidji – Tonga | 25 – 9  | Test match                            |
| 24 | 8 juillet 1967     | Nuku'alofa Tonga                          | Tonga – Fidji | 6 – 18  | Test match                            |
| 25 | 15 juillet 1967    | Nuku'alofa Tonga                          | Tonga – Fidji | 6 – 6   | Test match                            |
| 26 | 22 juillet 1967    | Nuku'alofa Tonga                          | Tonga – Fidji | 6 – 9   | Test match                            |
| 27 | 17 août 1968       | Suva Fidji                                | Fidji – Tonga | 6 – 8   | Test match                            |
| 28 | 24 août 1968       | Suva Fidji                                | Fidji – Tonga | 12 – 10 | Test match                            |
| 29 | 7 septembre 1968   | Suva Fidji                                | Fidji – Tonga | 13 – 9  | Test match                            |
| 30 | 15 juillet 1972    | Nuku'alofa Tonga                          | Tonga – Fidji | 10 – 18 | Test match                            |
| 31 | 22 juillet 1972    | Nuku'alofa Tonga                          | Tonga – Fidji | 6 – 17  | Test match                            |
| 32 | 5 août 1972        | Nuku'alofa Tonga                          | Tonga – Fidji | 9 – 10  | Test match                            |
| 33 | 11 juillet 1973    | Suva Fidji                                | Fidji – Tonga | 24 – 12 | Test match                            |
| 34 | 9 juillet 1977     | Suva Fidji                                | Fidji – Tonga | 13 – 9  | Test match                            |
| 35 | 23 juillet 1977    | Nadi Fidji                                | Fidji – Tonga | 33 – 7  | Test match                            |
| 36 | 30 juillet 1977    | Suva Fidji                                | Fidji – Tonga | 43 – 9  | Test match                            |
| 37 | 1er septembre 1979 | Suva Fidji                                | Fidji – Tonga | 3 – 6   | Test match                            |
| 38 | 8 août 1981        | Nuku'alofa Tonga                          | Tonga – Fidji | 8 – 10  | Test match                            |
| 39 | 15 août 1981       | Nuku'alofa Tonga                          | Tonga – Fidji | 10 – 3  | Test match                            |
| 40 | 27 août 1981       | Nuku'alofa Tonga                          | Tonga – Fidji | 8 – 18  | Test match                            |
| 41 | 28 août 1982       | Suva Fidji                                | Fidji – Tonga | 39 – 4  | Tri-nations du Pacifique              |
| 42 | 18 juin 1983       | Suva Fidji                                | Fidji – Tonga | 13 – 8  | Tri-nations du Pacifique              |
| 43 | 7 septembre 1983   | Apia Park, Apia Samoa                     | Fidji – Tonga | 38 – 10 | Test match                            |
| 44 | 7 juillet 1984     | Suva Fidji                                | Fidji – Tonga | 10 – 16 | Tri-nations du Pacifique              |
| 45 | 21 juillet 1984    | Suva Fidji                                | Fidji – Tonga | 22 – 6  | Test match                            |
| 46 | 5 juin 1985        | Apia Park, Apia Samoa                     | Fidji – Tonga | 21 – 24 | Tri-nations du Pacifique              |
| 47 | 28 juin 1986       | Nuku'alofa Tonga                          | Tonga – Fidji | 12 – 6  | Tri-nations du Pacifique              |
| 48 | 20 juillet 1986    | Nuku'alofa Tonga                          | Tonga – Fidji | 3 – 16  | Test match                            |
| 49 | 29 août 1987       | Suva Fidji                                | Fidji – Tonga | 32 – 9  | Tri-nations du Pacifique              |
| 50 | 1er juin 1988      | Apia Park, Apia Samoa                     | Tonga – Fidji | 13 – 16 | Tri-nations du Pacifique              |
| 51 | 2 juillet 1988     | Nuku'alofa Tonga                          | Tonga – Fidji | 16 – 16 | Test match                            |
| 52 | 8 octobre 1988     | Suva Fidji                                | Fidji – Tonga | 17 – 3  | Test match                            |
| 53 | 15 juillet 1989    | Suva Fidji                                | Fidji – Tonga | 18 – 12 | Test match                            |
| 54 | 22 juillet 1989    | Nuku'alofa Tonga                          | Tonga – Fidji | 9 – 7   | Test match                            |
| 55 | 24 mars 1990       | Nuku'alofa Tonga                          | Tonga – Fidji | 9 – 19  | Tri-nations du Pacifique              |
| 56 | 8 juin 1991        | Suva Fidji                                | Fidji – Tonga | 34 – 4  | Tri-nations du Pacifique              |
| 57 | 11 juin 1991       | Suva Fidji                                | Fidji – Tonga | 19 – 7  | Test match                            |
| 58 | 25 juillet 1992    | Nuku'alofa Tonga                          | Tonga – Fidji | 13 – 9  | Tri-nations du Pacifique              |
| 59 | 12 juin 1993       | Suva Fidji                                | Fidji – Tonga | 11 – 24 | Tri-nations du Pacifique (Quali. CM)  |
| 60 | 17 juillet 1993    | Nuku'alofa Tonga                          | Tonga – Fidji | 10 – 15 | Qualifications Coupe du monde         |
| 61 | 9 juillet 1994     | Nuku'alofa Tonga                          | Tonga – Fidji | 12 – 10 | Tri-nations du Pacifique              |
| 62 | 15 juillet 1995    | Suva Fidji                                | Fidji – Tonga | 41 – 7  | Tri-nations du Pacifique              |
| 63 | 27 juillet 1996    | Nuku'alofa Tonga                          | Tonga – Fidji | 32 – 18 | Tri-nations du Pacifique              |
| 64 | 21 juin 1997       | Suva Fidji                                | Fidji – Tonga | 20 – 10 | Tri-nations du Pacifique              |
| 65 | 26 septembre 1998  | Brisbane Australie                        | Fidji – Tonga | 32 – 15 | Tri-nations du Pacifique (Qualif. CM) |
| 66 | 26 juin 1999       | Nuku'alofa Tonga                          | Tonga – Fidji | 37 – 39 | Tri-nations du Pacifique              |
| 67 | 26 mai 2000        | Nuku'alofa Tonga                          | Tonga – Fidji | 22 – 25 | Tri-nations du Pacifique              |
| 68 | 25 mai 2001        | Nuku'alofa Tonga                          | Tonga – Fidji | 31 – 26 | Tri-nations du Pacifique              |
| 69 | 16 juin 2001       | Lautoka Fidji                             | Fidji – Tonga | 25 – 20 | Tri-nations du Pacifique              |
| 70 | 7 juin 2002        | Nuku'alofa Tonga                          | Tonga – Fidji | 22 – 47 | Tri-nations du Pacifique (Qualif. CM) |
| 71 | 6 juillet 2002     | Nadi Fidji                                | Fidji – Tonga | 47 – 20 | Tri-nations du Pacifique (Qualif. CM) |
| 72 | 4 juillet 2003     | Nadi Fidji                                | Fidji – Tonga | 34 – 31 | Tri-nations du Pacifique              |
| 73 | 11 juillet 2003    | Nuku'alofa Tonga                          | Tonga – Fidji | 23 – 22 | Tri-nations du Pacifique              |
| 74 | 5 juin 2004        | Nuku'alofa Tonga                          | Tonga – Fidji | 26 – 27 | Tri-nations du Pacifique              |
| 75 | 25 juin 2005       | Suva Fidji                                | Fidji – Tonga | 19 – 11 | Tri-nations du Pacifique (Qualif. CM) |
| 76 | 16 juillet 2005    | Teufaiva Sport Stadium, Nukuʻalofa Tonga  | Tonga – Fidji | 19 – 24 | Tri-nations du Pacifique (Qualif. CM) |
| 77 | 10 juin 2006       | Central Coast Stadium, Gosford, Australie | Tonga – Fidji | 24 – 23 | Cinq Nations du Pacifique             |
| 78 | 16 juin 2007       | Lautoka Fidji                             | Fidji – Tonga | 15 – 21 | Coupe des nations du Pacifique        |
| 79 | 5 juillet 2008     | Nuku'alofa Tonga                          | Tonga – Fidji | 27 – 16 | Coupe des nations du Pacifique        |
| 80 | 13 juin 2009       | Nuku'alofa Tonga                          | Tonga – Fidji | 22 – 36 | Coupe des nations du Pacifique        |
| 81 | 19 juin 2010       | Apia Park, Apia Samoa                     | Fidji – Tonga | 41 – 38 | Coupe des nations du Pacifique        |
| 82 | 2 juillet 2011     | Churchill Park, Lautoka Fidji             | Tonga – Fidji | 45 – 21 | Coupe des nations du Pacifique        |
| 83 | 13 août 2011       | Churchill Park, Lautoka, Fidji            | Fidji – Tonga | 27 – 12 | Test match                            |
| 84 | 19 août 2011       | Churchill Park, Lautoka, Fidji            | Fidji – Tonga | 20 – 32 | Test match                            |
| 85 | 23 juin 2012       | Churchill Park, Lautoka, Fidji            | Fidji – Tonga | 29 – 17 | Coupe des nations du Pacifique        |
| 86 | 23 juin 2013       | Chichibunomiya Rugby Stadium Japon        | Tonga – Fidji | 21 – 34 | Coupe des nations du Pacifique        |
| 87 | 14 juin 2014       | Churchill Park, Lautoka Fidji             | Fidji – Tonga | 45 – 17 | Coupe des nations du Pacifique        |
| 88 | 18 juillet 2015    | ANZ Stadium, Suva Fidji                   | Fidji – Tonga | 30 – 22 | Coupe des nations du Pacifique        |
| 89 | 11 juin 2016       | ANZ Stadium, Suva Fidji                   | Fidji – Tonga | 23 – 18 | Coupe des nations du Pacifique        |
| 90 | 8 juillet 2017     | Teufaiva Sport Stadium, Nuku'alofa Tonga  | Tonga – Fidji | 10 – 14 | Coupe des nations du Pacifique        |
| 91 | 23 juin 2018       | ANZ Stadium, Suva Fidji                   | Fidji – Tonga | 19 – 27 | Test Match                            |
| 92 | 2 juillet 2022     | Churchill Park, Lautoka, Fidji            | Fidji – Tonga | 36 – 0  | Coupe des nations du Pacifique        |
| 93 | 22 juillet 2023    | Churchill Park, Lautoka, Fidji            | Fidji – Tonga | 36 – 20 | Test match                            |